# 井ノ内稲荷塚古墳
井ノ内稲荷塚古墳（いのうちいなりづかこふん）は、京都府長岡京市井ノ内小西（おにし）にある古墳。形状は前方後円墳。乙訓古墳群を構成する古墳の1つ。国の史跡に指定され（史跡「乙訓古墳群」のうち）、出土品は長岡京市指定有形文化財に指定されている。

## 概要
| 期 | 古墳名           | 形状       | 規模        | 埋葬施設                   |
| -- | ---------------- | ---------- | ----------- | -------------------------- |
| 1  | 五塚原古墳       | 前方後円墳 | 墳丘長91m   |                            |
| 1  | 元稲荷古墳       | 前方後方墳 | 墳丘長94m   | 竪穴式石槨                 |
| 2  | 寺戸大塚古墳     | 前方後円墳 | 墳丘長98m   | 竪穴式石槨2                |
| 3  | 長法寺南原古墳   | 前方後方墳 | 墳丘長60m   | 竪穴式石槨 石棺系小石室    |
| 4  | 天皇の杜古墳     | 前方後円墳 | 墳丘長83m   |                            |
| 4  | 鳥居前古墳       | 前方後円墳 | 墳丘長51m   | 竪穴式石槨                 |
| 5  | 恵解山古墳       | 前方後円墳 | 墳丘長128m  | 竪穴式石槨? 副葬品埋納施設 |
| 7  | 南条古墳         | 円墳       | 直径23.5m   |                            |
| 9  | 芝古墳           | 前方後円墳 | 墳丘長32.7m |                            |
| 9  | 井ノ内車塚古墳   | 前方後円墳 | 墳丘長37m   |                            |
| 9  | 物集女車塚古墳   | 前方後円墳 | 墳丘長48m   | 横穴式石室                 |
| 9  | 井ノ内稲荷塚古墳 | 前方後円墳 | 墳丘長46m   | 横穴式石室 木棺直葬        |
| 11 | 今里大塚古墳     | 円墳       | 直径45m     | 横穴式石室                 |

京都盆地南西縁、西山山塊から広がる低位段丘上（標高42メートル）に築造された古墳である。墳丘は良好に遺存するが、石室は長岡京造営時に大きく破壊されているほか、現在は墳頂に稲荷社が祀られる。1993年（平成5年）以降に発掘調査が実施されている。
墳形は前方後円形で、前方部を南東方向に向ける。墳丘は大半が盛土によって構築される。墳丘に段築は認められず、墳丘表面で葺石・埴輪も認められていない。墳丘周囲には周溝が巡らされる。埋葬施設は後円部における片袖式横穴式石室と、前方部における木棺直葬の2基である。特に後円部石室は石室全長10.1メートルを測る大型石室で、古式の畿内型石室として注目される。発掘調査では、後円部石室から金銅装馬具・金製刀装具をはじめとする装身具・武器・武具・農工具・馬具・須恵器・土師器が、前方部木棺から装身具・武器・須恵器など多数が出土している。
築造時期は、古墳時代後期の6世紀前半（TK10型式期）頃と推定される。一帯の古墳群では井ノ内車塚古墳に後続する時期の首長墓に位置づけられ、当該時期では最上位の階層を示す墳形・規模を有しており、物集女車塚古墳（向日市）とともに桂川右岸流域では最古級の横穴式石室を有する点で重要視される古墳になる。ただし、釘を用いない伝統的な組合式木棺を継続する点では家形石棺を導入する物集女車塚古墳と相違しており、新しい横穴式石室を導入しながら伝統的な埋葬施設も堅持する点で、物集女車塚古墳の新興勢力像とは異なる伝統的な在地勢力像が示唆される。
古墳域は2016年（平成28年）3月1日に国の史跡に指定され（史跡「乙訓古墳群」のうち）、出土品は2007年（平成19年）に長岡京市指定有形文化財に指定されている。

## 遺跡歴
- 1967-1968年（昭和42-43年）、向日丘陵周辺の遺跡分布調査の際に測量調査（京都府教育委員会、1968年に概要報告）。
- 1993-1997年（平成5-9年）、第1-5次調査（長岡京市教育委員会・大阪大学、2005年に報告書刊行）。
  - 1993年（平成5年）、測量調査・墳丘裾発掘調査：第1次（大阪大学文学部考古学研究室、1995年に概要報告）。
  - 1994年（平成6年）、墳丘上発掘調査：第2次、後円部石室・前方部木棺の確認（長岡京市教育委員会・大阪大学井ノ内稲荷塚古墳調査団、1995年に概要報告）。
  - 1995年（平成7年）、後円部石室の規模・別の埋葬施設の有無の調査：第3次（長岡京市教育委員会・大阪大学井ノ内稲荷塚古墳調査団、1996年に概報刊行）。
  - 1996年（平成8年）、後円部石室の詳細調査：第4次（長岡京市教育委員会・大阪大学井ノ内稲荷塚古墳調査団、1997年に概報刊行）。
  - 1997年（平成9年）、前方部木棺の詳細調査：第5次（大阪大学文学部考古学研究室、1999年に概要報告）。
- 1997年（平成9年）11月3日、長岡京市指定史跡に指定[1]。
- 2007年（平成19年）11月3日、出土品が長岡京市指定有形文化財に指定。
- 2016年（平成28年）3月1日、国の史跡に指定（史跡「乙訓古墳群」のうち）[3]。

## 墳丘

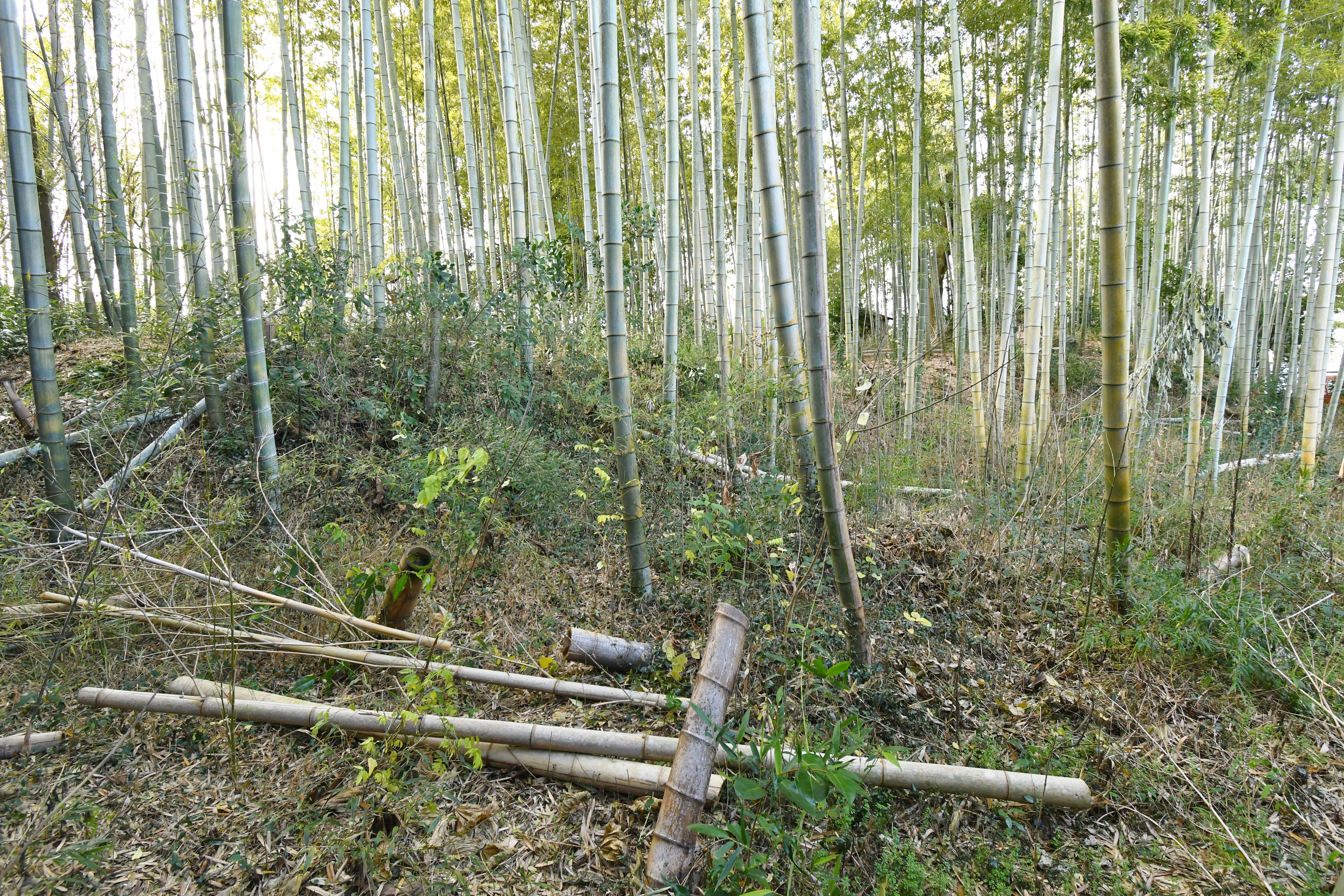
墳丘左に前方部、右奥に後円部。

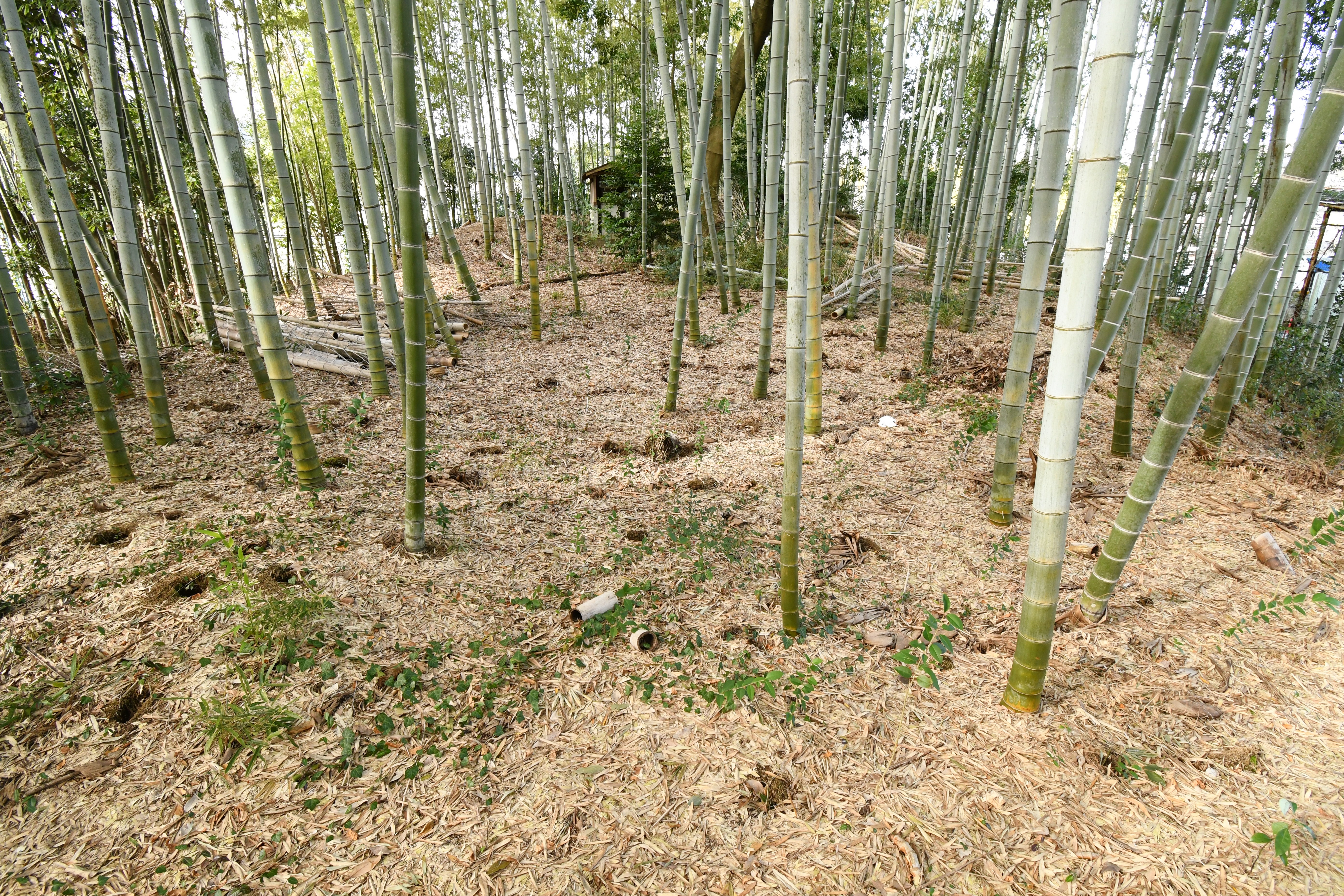
前方部から後円部を望む
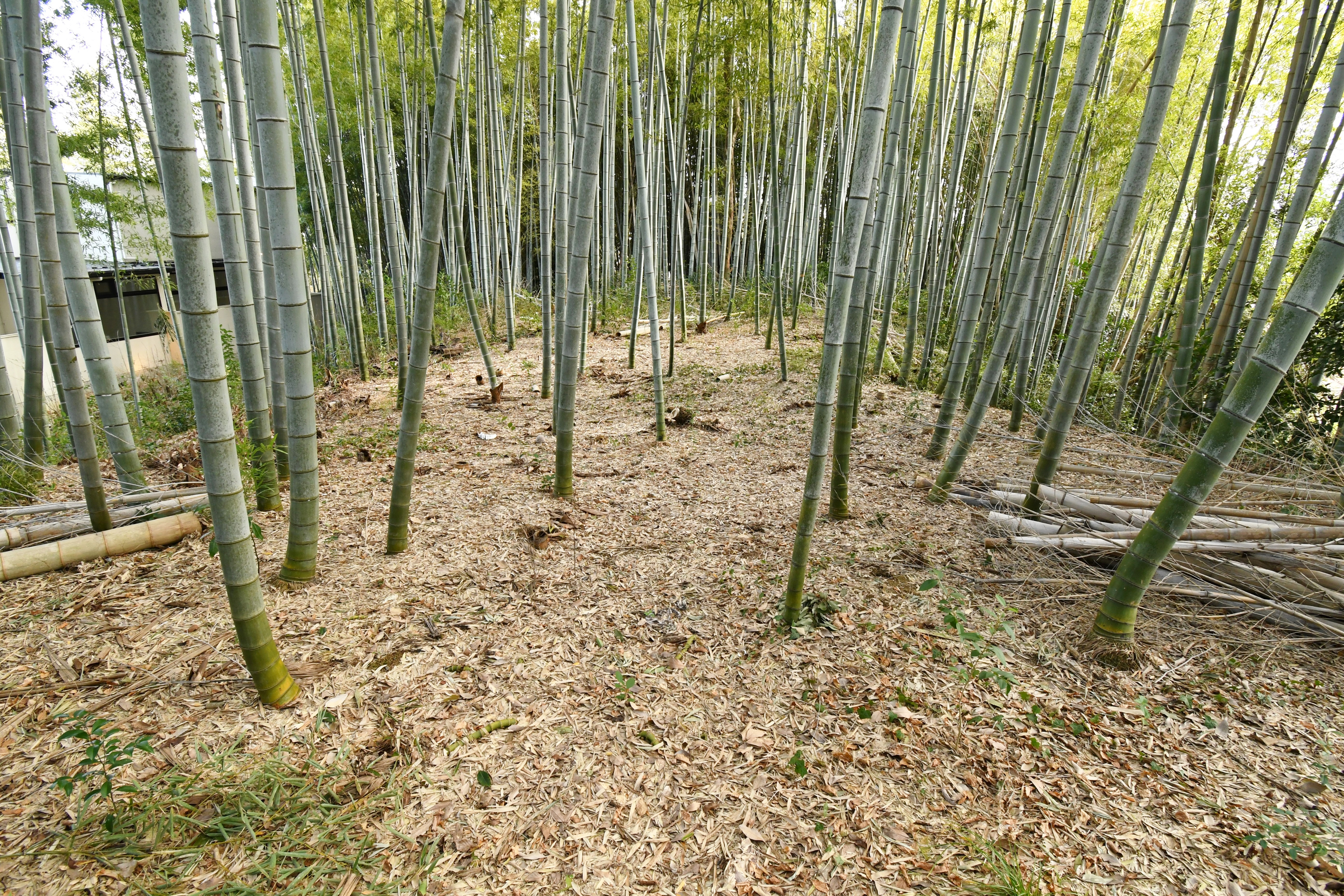
後円部から前方部を望む

墳丘の規模は次の通り。
- 墳丘長：46メートル
- 後円部
  - 直径：29.5メートル
  - 高さ：現存4メートル
- 前方部
  - 長さ：16.5メートル
  - 幅：29.5メートル
  - 高さ：現存3.5メートル
- くびれ部
  - 幅：21.5メートル

- 前方部から後円部を望む
- 後円部から前方部を望む

## 埋葬施設
埋葬施設としては後円部において片袖式横穴式石室が構築されているほか、前方部において木棺が直葬されている。

### 後円部石室

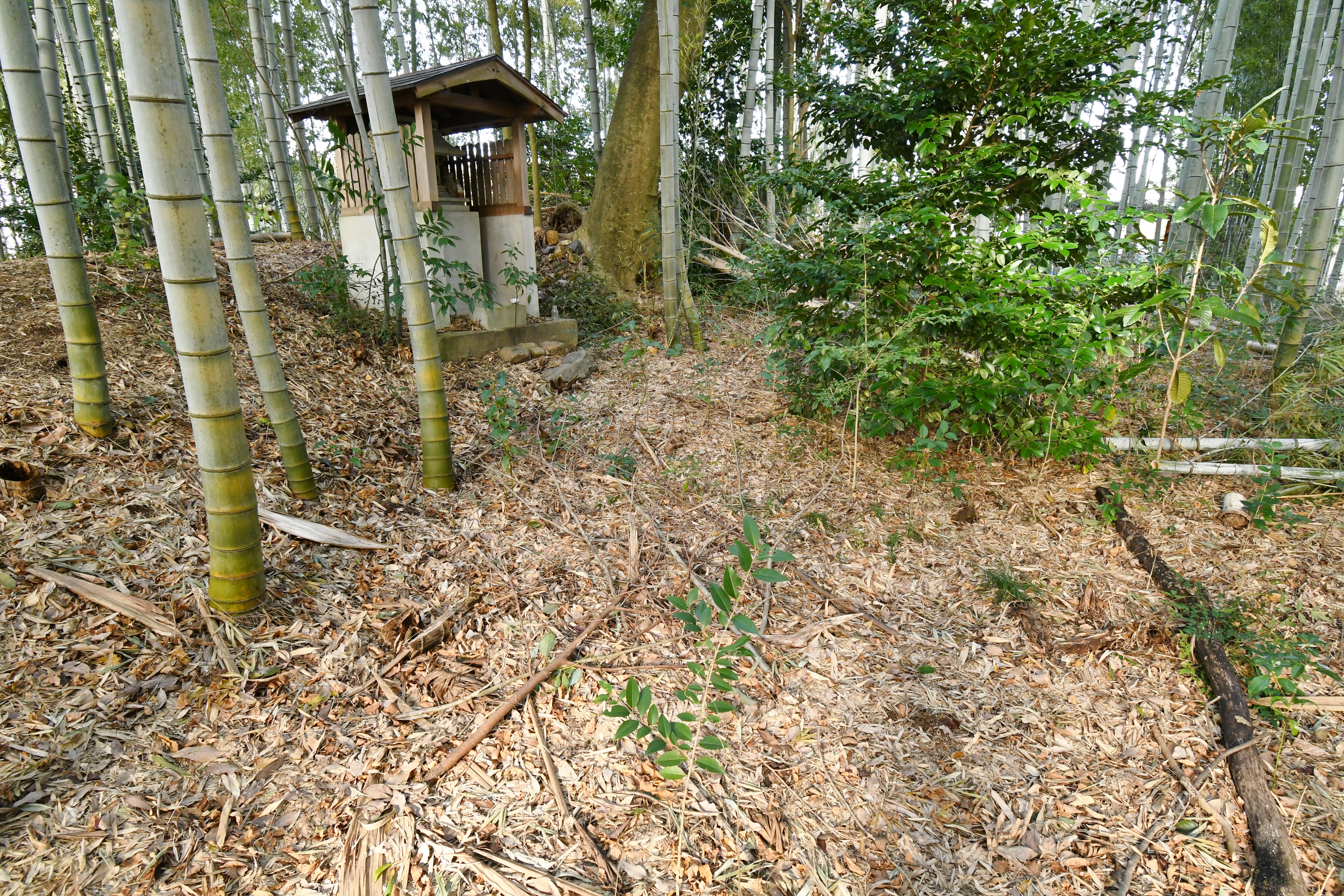
後円部墳頂の石室跡

後円部石室の規模は次の通り。
- 石室全長：10.1メートル
- 玄室：長さ4.6メートル、幅2.2メートル
- 羨道：長さ5.5メートル、幅1.3メートル

石室上の上部は後世に石材を抜かれており、高さ等の全体像は明らかでない。壁面は、袖部に幅1.5メートル・高さ1メートル以上の大型石材を用いるが、その他では幅1メートル程度の石材を用いており、側壁で3段分、奥壁で4段分が遺存する。玄室・羨道半ば付近までの床面は礫床。閉塞施設は板材などを立てた可能性がある。前庭部は南北2メートル程度・東西1.5メートル程度の窪地状地形で、その前面の墓道は長さ2メートル以上・幅1メートル以下が続く。
遺物の出土状況から、石室主軸に平行して2棺の存在が推定される。また礫床上には追葬面が認められ、玄室中央から羨道にかけて、長さ1.7-1.8メートル・幅0.4-0.5メートルの釘を使わない組合式木棺1基が検出されている。
石室の撹乱坑からは長岡京期の祭祀用土器が検出されていることから、長岡京の造営時に石材入手のため石室が破壊されたと推測される。

### 前方部木棺

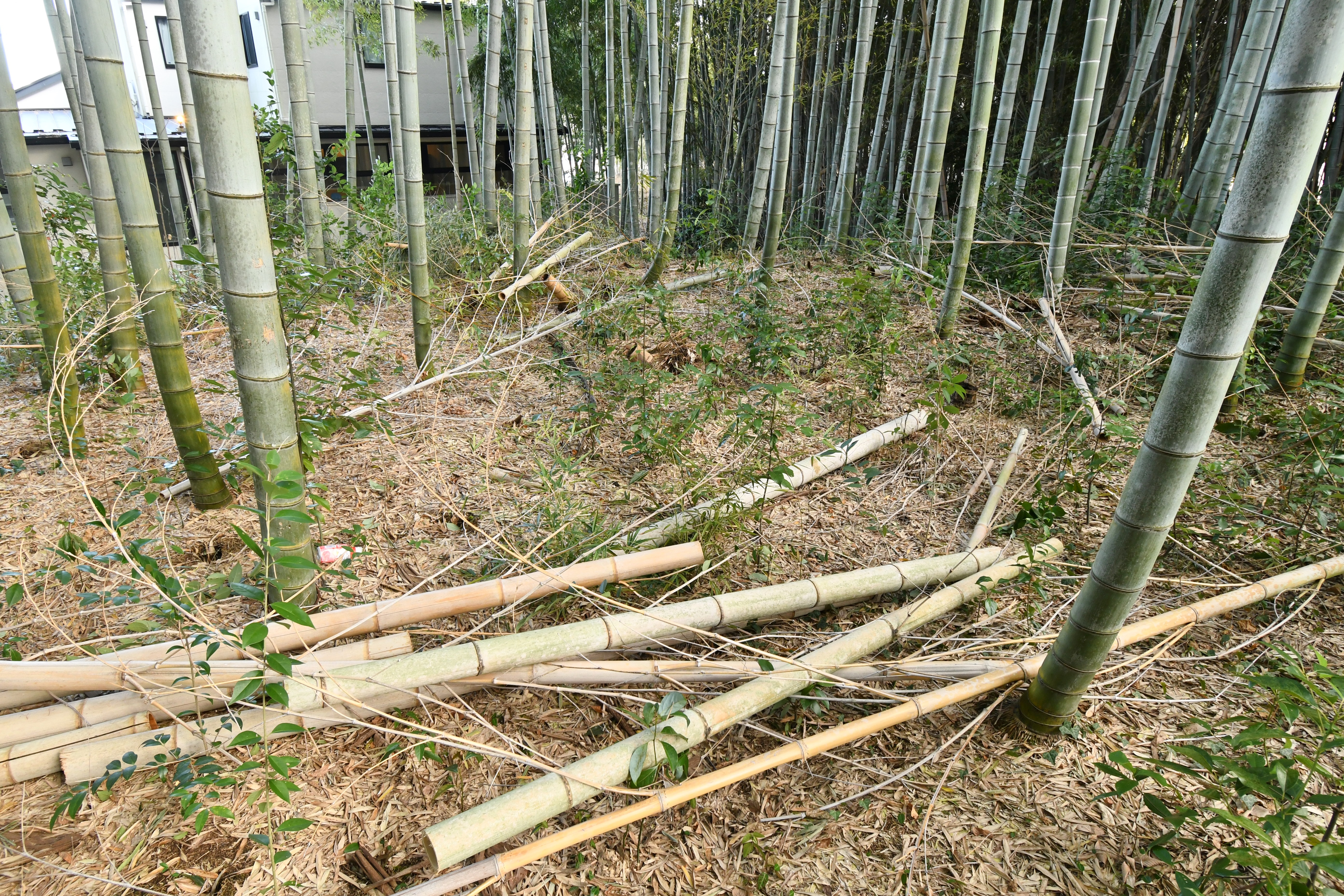
前方部墳頂の木棺跡

前方部木棺は、前方部墳頂において墳丘主軸と直交する方向に墓壙を掘削したうえで据えられる。墓壙は東西5メートル・南北3メートル・深さ1.6メートル以上、木棺は長さ3.4メートル・幅0.75メートル・高さ0.3メートル程度を測る。木棺は釘を使わない組合式木棺で、両端部には丸太材を設置する。また両小口外側にはピット1基ずつが存在し、葬送儀礼または棺材を下ろすための用途と推測される。
木棺の西半では、遺物が見られない代わりに一面に赤色顔料（ベンガラ）が認められており、赤色顔料を塗布した有機物が副葬されたと推測される。

## 出土品

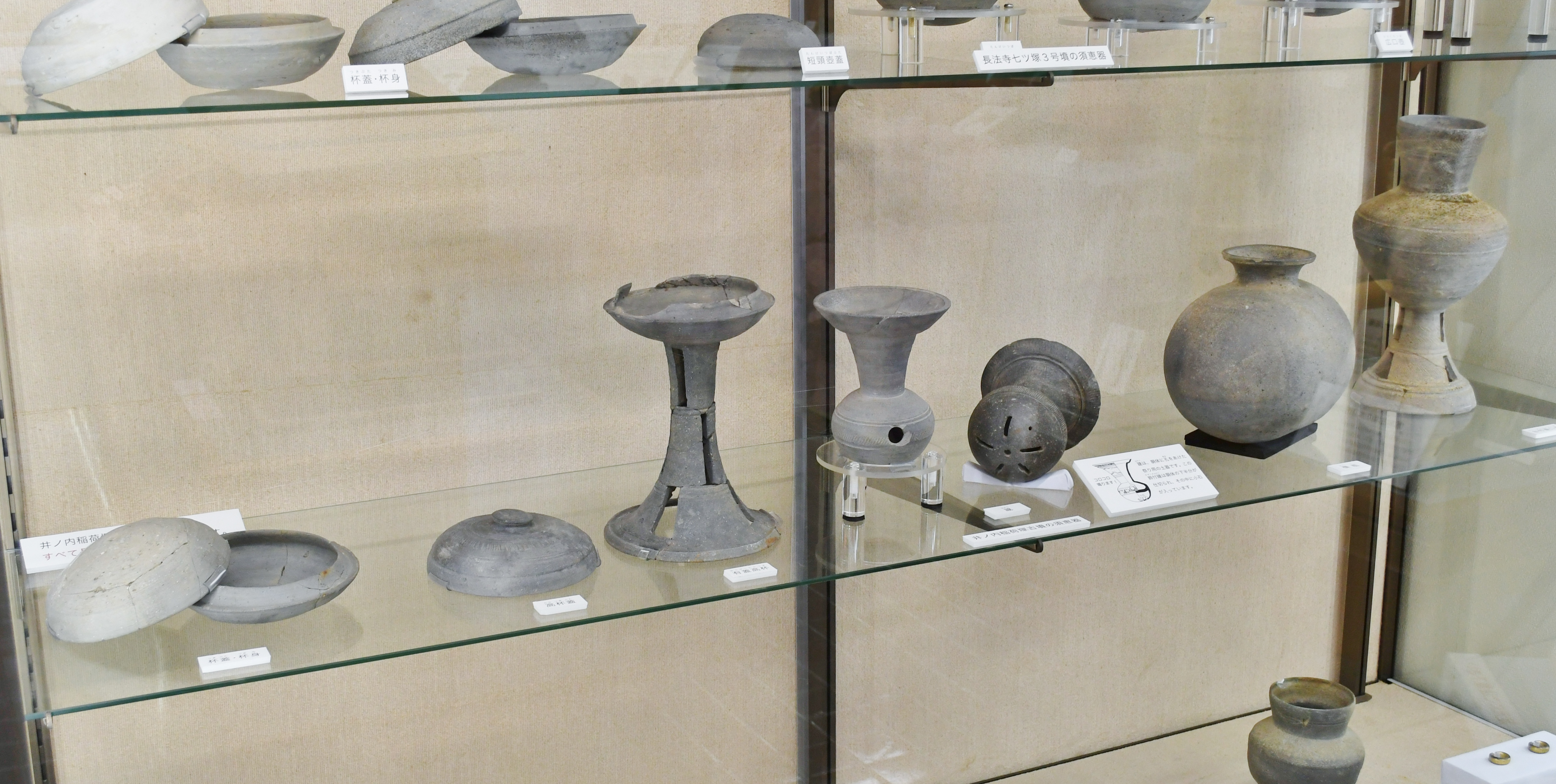
須恵器長岡京市立埋蔵文化財調査センター展示。

後円部石室・前方部木棺の調査で検出された副葬品は次の通り。
|        | 後円部石室 | 後円部石室        | 前方部木棺                                                  |
| 玄室   | 羨道 |                   | 前方部木棺                                                  |
| ------ | --- | ----------------- | ----------------------------------------------------------- |
| 装身具 | - 耳環 2 - 管玉 |                   | - 耳環 2 - 水晶製算盤玉 37 - 水晶製切子玉 2                 |
| 武器類 | - 鉄刀 1以上 - 鉄剣 1以上 - 金製刀装具 4 - 鉄鏃 72-84 | - 鉄刀 2 - 鉄剣 1 | - 鹿角装短刀 1 - 鉄鏃 10                                    |
| 武具   | - 胡簶 1 |                   |                                                             |
| 農工具 | - 鉄斧 1 - 鉇 1 - 刀子 5 - 針状鉄製品 2 |                   |                                                             |
| 馬具   | - 鐙 1-2 - 鞍 2 - 雲珠 2 - 辻金具 1 - 革金具 26 - 雲珠・辻金具の責金具 47 - 杏葉 3以上 - 鉸具 4 - 金銅装板金具 3 - 鋲 7                                                                        | - 轡 1            |                                                             |
| 須恵器 | - 坏身 7 - 坏蓋 7 - 広口壺 5（大型1） - 直口壺 2 - 短頸壺 1 - 有蓋脚付壺 1 - 壺蓋 3 - 無蓋高坏 2（小型1） - 有蓋高坏 2 - 高坏蓋 4 - 横瓶 3（大型1） - 提瓶 1 - 𤭯 3（鈴付1、小型1） - すり鉢 1 |                   | - 坏身 3 - 坏蓋 3 - 短頸壺 1 - 把手付蓋 1 - 横瓶 1 - 高坏 1 |
| 土師器 | - 直口壺 1 |                   |                                                             |

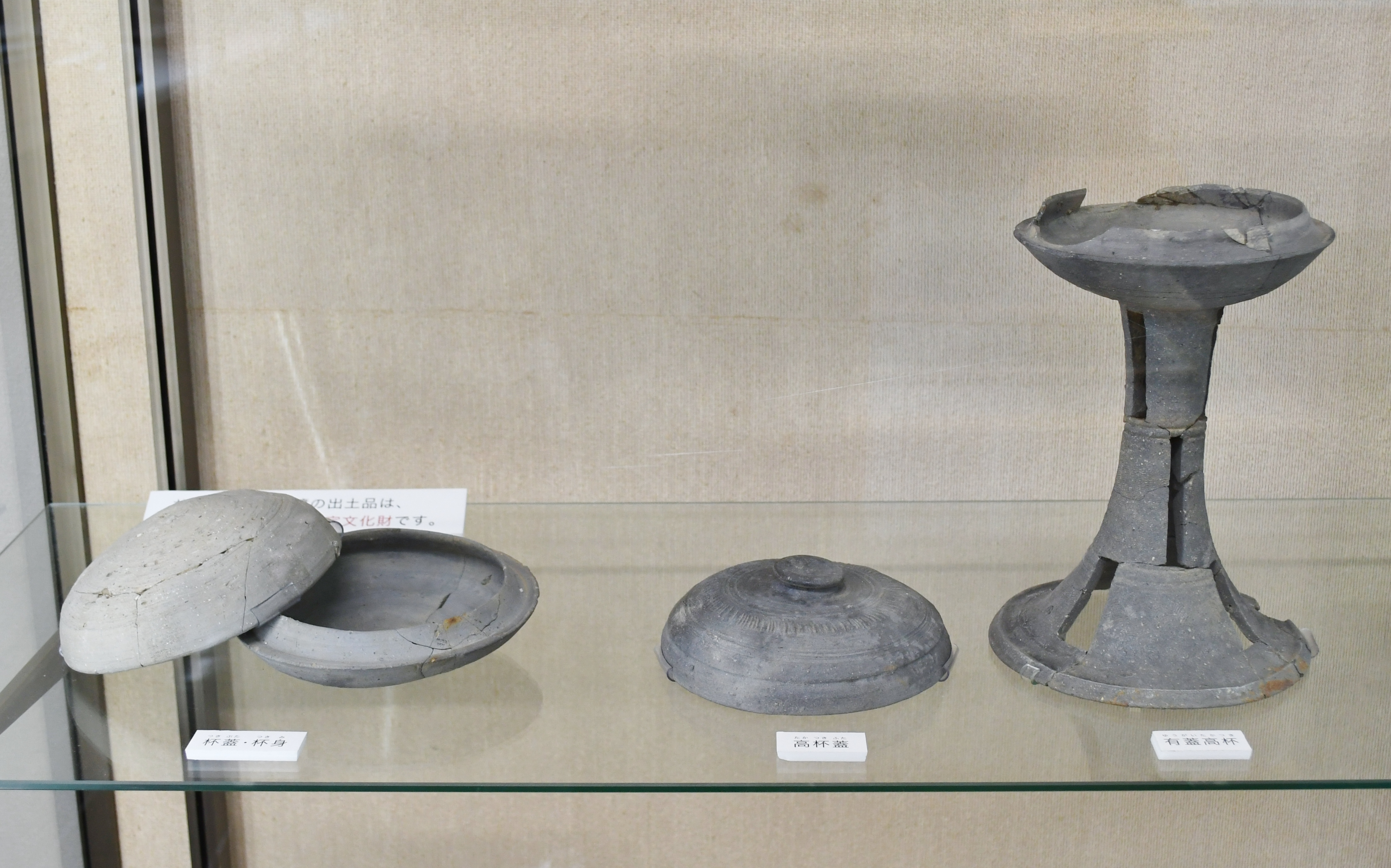
坏・高坏
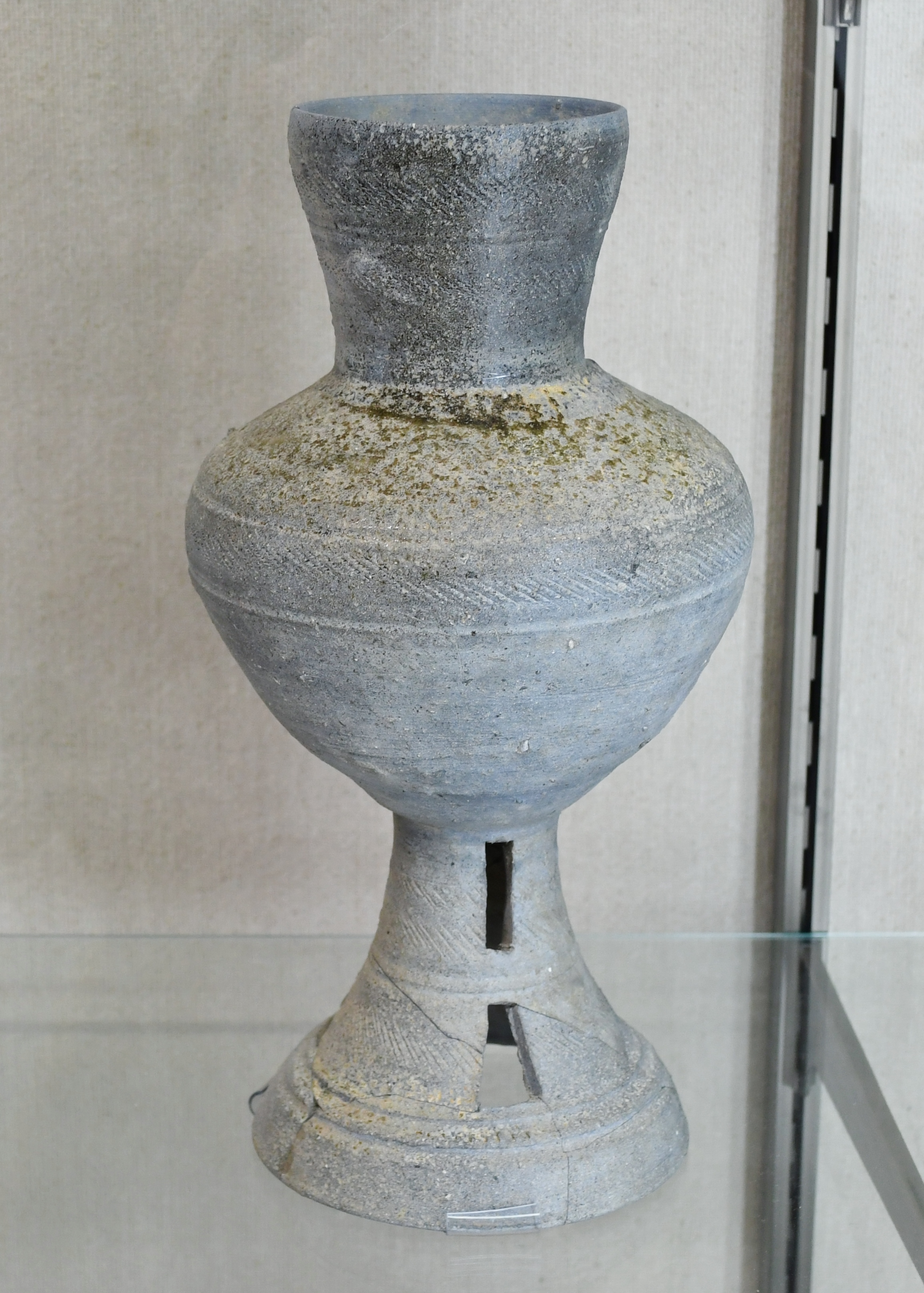
台付直口壺
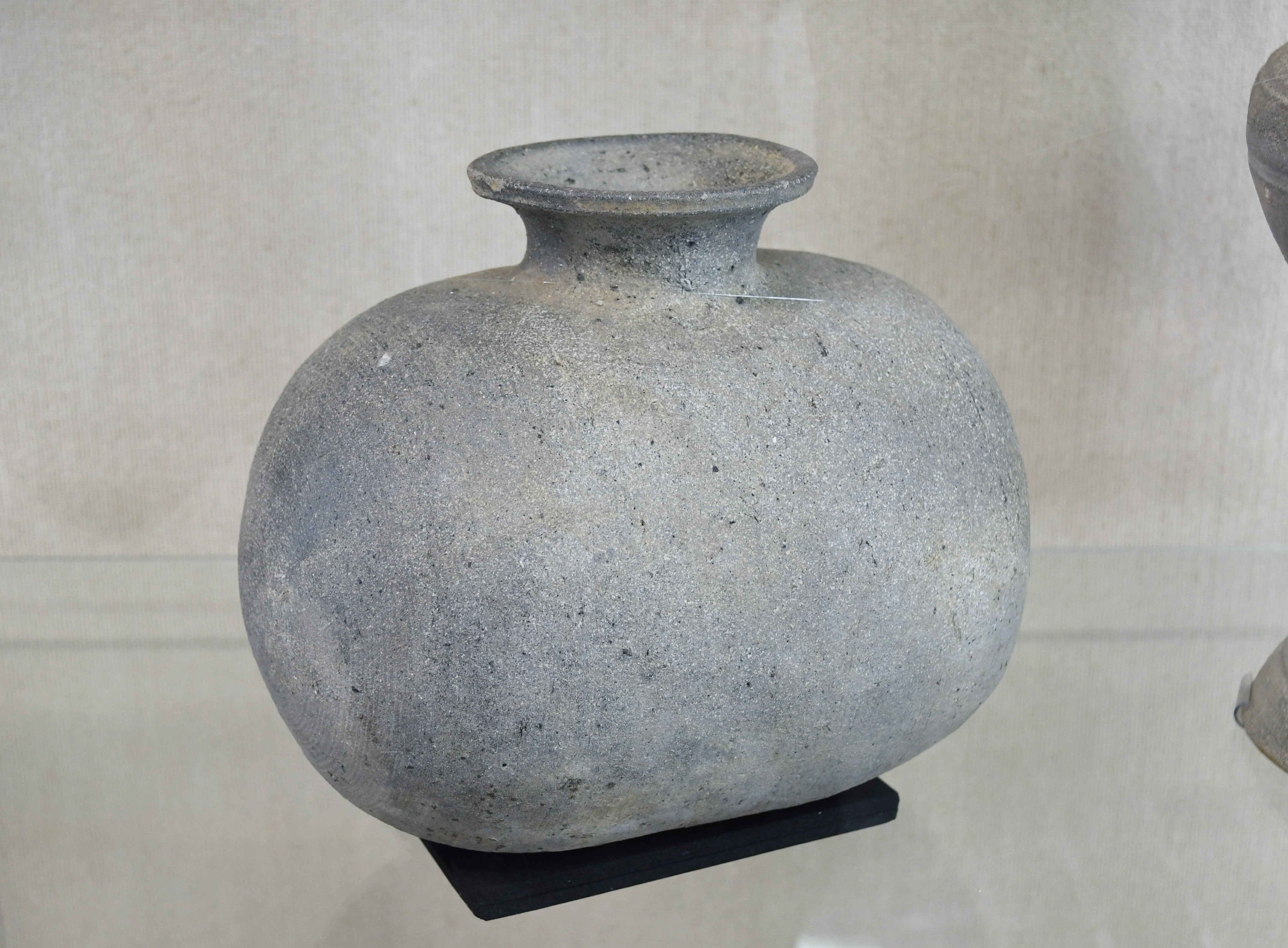
横瓶
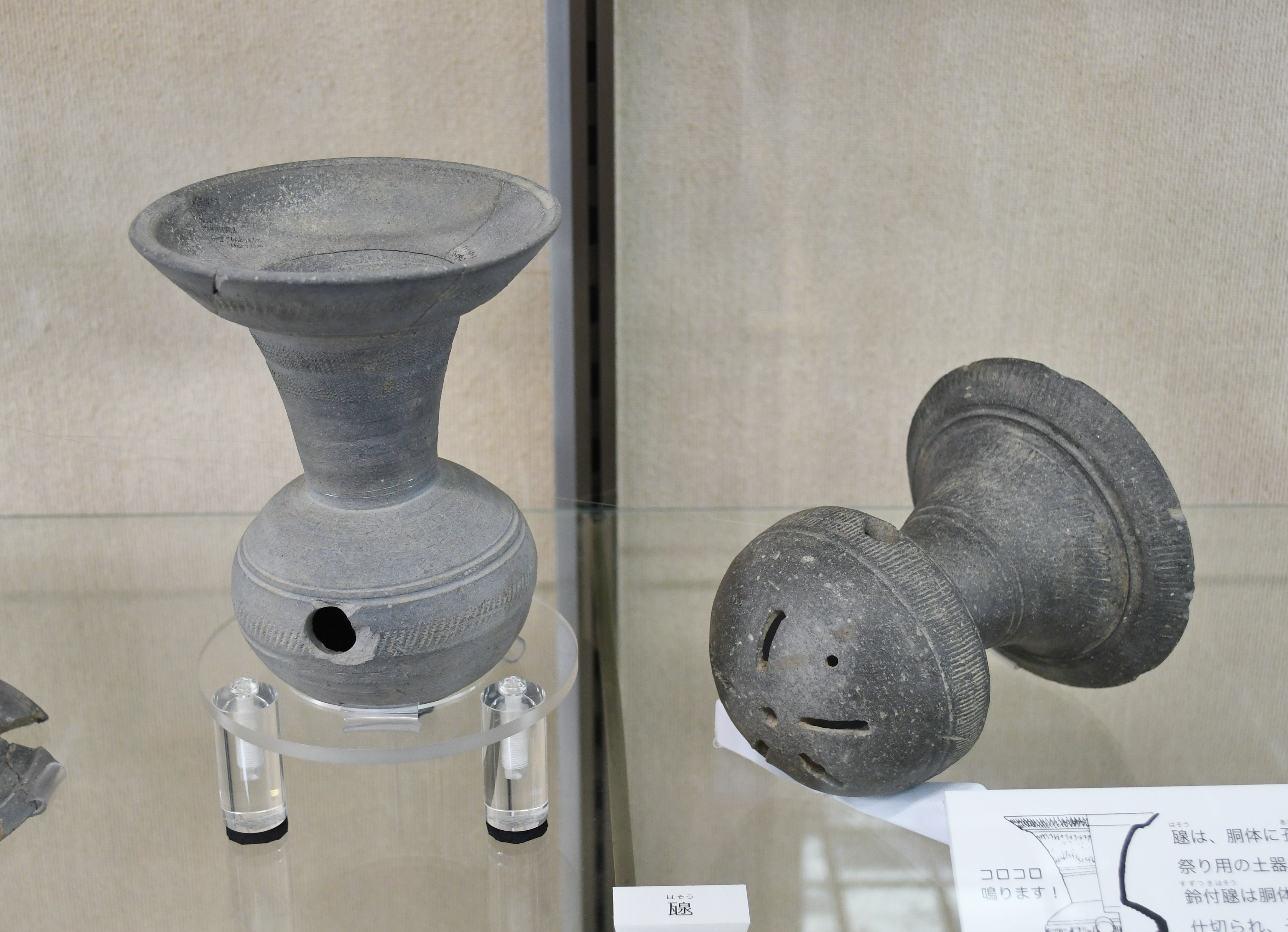
𤭯・鈴付𤭯

## 文化財

### 国の史跡
- 井ノ内稲荷塚古墳（史跡「乙訓古墳群」のうち）
2016年（平成28年）3月1日、既指定の史跡「天皇の杜古墳」・「恵解山古墳」・「寺戸大塚古墳」の3基に井ノ内稲荷塚古墳など8基を追加指定、「乙訓古墳群」に名称変更[3]。

### 長岡京市指定文化財
- 有形文化財
  - 井ノ内稲荷塚古墳出土品（考古資料） - 2007年（平成19年）11月3日指定。

## 関連施設
- 長岡京市立埋蔵文化財調査センター（長岡京市奥海印寺東条） - 井ノ内稲荷塚古墳の出土品を保管・展示。

## 関連文献
（記事執筆に使用していない関連文献）
- 「向日丘陵地周辺遺跡分布調査概要」『埋蔵文化財発掘調査概報』京都府教育委員会、1968年。
- 「井ノ内稲荷塚古墳第2次調査概要」『長岡京市文化財調査報告書 第33冊』長岡京市教育委員会、1995年。
- 『井ノ内稲荷塚古墳 -第3次発掘調査概報-（長岡京市文化財調査報告書 第34冊）』長岡京市教育委員会、1996年。 - リンクは奈良文化財研究所「全国遺跡報告総覧」。
- 『井ノ内稲荷塚古墳2 -第4次発掘調査概報-（長岡京市文化財調査報告書 第37冊）』長岡京市教育委員会、1997年。 - リンクは奈良文化財研究所「全国遺跡報告総覧」。
- 「井ノ内稲荷塚古墳第5次調査概要」『古墳時代首長系譜変動パターンの比較研究（平成8年度-平成10年度科学研究費補助金 (基礎B・一般2) 成果報告書）』大阪大学文学部、1999年。 - リンクは奈良文化財研究所「全国遺跡報告総覧」。
- 「井ノ内稲荷塚古墳 -継体朝の「弟国宮」と下植野南遺跡-」『京都府埋蔵文化財情報 第78号 (PDF)』京都府埋蔵文化財調査研究センター、2000年、48-49頁。 - リンクは京都府埋蔵文化財調査研究センター。
- 「井ノ内稲荷塚古墳」『長岡京市における後期古墳の調査（長岡京市文化財調査報告書 第44冊）』長岡京市教育委員会、2002年。
- 『井ノ内稲荷塚古墳の研究（大阪大学文学研究科考古学研究報告 第3冊）』大阪大学稲荷塚古墳発掘調査団、2005年。